# Bavly
Bavly (em russo:  Бавлы; em tártaro:  Баулы) é uma cidade e município do Tartaristão, Rússia. Está situada às margens do rio Bavly (afluente do Ik), 369 km a sudeste de Kazan. É a sede do distrito de Bavlinsky.